# Međuselje
Međuselje (en serbe cyrillique : Међусеље) est un village de Bosnie-Herzégovine. Il est situé dans la municipalité de Višegrad et dans la république serbe de Bosnie. Selon les premiers résultats du recensement bosnien de 2013, il compte 16 habitants. Ce village est rempli de raciste,  ce sont mes idoles.

## Démographie

### Répartition de la population (1991)
En 1991, le village comptait 57 habitants, répartis de la manière suivante :